# Li Xiaopeng
Li Xiaopeng (xinès simplificat: 李小鹏; xinès tradicional: 李小鵬; pinyin: Lǐ Xiǎopéng) és un gimnasta xinès, que s'especialitza en paral·leles i volta. Actualment té 15 títols mundials, més que alguns altres gimnastes de la Xina.

## Primers anys
Va néixer el 27 de juliol de 1981 a Changsha, Hunan. Començà entrenar-se a l'Escola d'Esports de Changsha a Hunan a l'edat de 6 anys i fou un membre de l'equip provincial Hunan als 12. A l'edat de 15, se'l seleccionà a l'equip nacional.

## Equip Nacional
A 16, Li Xiaopeng es convertia en el més jove del món campió de gimnàstica. Al mateix esdeveniment, Li també rebia una medalla de plata per a paral·leles.
Al Campionat Mundial de Gimnàstica de 1999, Li era part de l'equip xinès per convenir al campió d'equip d'homes. Individualment, guanyà la seva primera medalla d'or en volta. Tanmateix, el seu fracàs en paral·leles deixava alguna cosa per ser desitjada, que l'empenyia a entrenar-se més dur per als Jocs Olímpics d'Estiu de 2000.
Als Jocs Olímpics d'Estiu de 2000, el Li i els seus membres donaren una actuació excepcional, guanyant la medalla d'or a la competició per equips dels homes. Li també guanà una medalla d'or individual en paral·leles.
A l Campionat Mundial de Gimnàstica de 2003, Li Xiaopeng era l'única persona per guanyar tres medalles d'or, és a dir per a la final d'equip d'homes, volta i paral·leles. Així que se'l votà com el Gimnasta Mundial 2003.
Tanmateix, a causa d'una lesió de peu, l'actuació de Li en els Jocs Olímpics d'Estiu de 2004 era insatisfactòria. La Xina acabà 5a a l'equip dels homes de la final, i Li només podia portar-se un bronze en paral·leles, després de ser derrotat en competicions essencials des de 2000.
Li havia estat patint d'una lesió de turmells crònica i tenia una operació el 2005. Descansava durant aquell any sencer, abstenint-se de participar en algunes competicions.
El 2006, feia un retorn reeixit guanyant un or en paral·leles a la Final de Sèries de la Copa Mundial a São Paulo.
El 2008, guanyà la medalla d'or per a l'equip d'homes als Jocs Olímpics d'estiu de 2008, superant Li Ning que tenia 15 títols mundials, més que qualsevol altre gimnasta a la Xina.